# W'Kabi
W'Kabi es un personaje ficticio que aparece en los cómics estadounidenses publicados por Marvel Comics.
W'Kabi aparece en la película Marvel Studios, Black Panther, interpretado por Daniel Kaluuya.

## Historia de publicación
W'Kabi, que apareció por primera vez en Avengers # 62, fue creado por Roy Thomas.

## Biografía del personaje ficticio
W'Kabi es un residente de Wakanda que actuó como el leal segundo al mando del Rey T'Challa. Rara vez confiaba en extraños.
En el momento en que Venom mantuvo una existencia pacífica en el palacio de Wakanda, W'Kabi y T'Challa seguían sospechando de él.
Fue asesinado junto a Zuri por Morlun, donde intentaban proteger la herida de T'Challa mientras preparaban a Shuri para convertirse en la nueva Pantera Negra. Después de la lucha contra Morlun, W'Kabi y Zuri fueron enterrados uno al lado del otro.

## Poderes y habilidades
W'Kabi posee un brazo biónico que emite potentes explosiones, y también es un guerrero habilidoso.

## En otros medios

### Televisión
W'Kabi aparece en la serie de televisión Black Panther con la voz de Phil Morris.

### Cine
W'Kabi aparece en la película Black Panther, interpretado por Daniel Kaluuya. Es representado como el mejor amigo de T'Challa y el amante de Okoye, y miembro del consejo nacional de Wakanda. W'Kabi es el líder de la tribu fronteriza ya que Ulysses Klaue había matado a sus padres, décadas antes de robar el vibranium. Como es responsable de las fronteras de Wakanda, W'Kabi y sus guardias han entrenado a los rinocerontes negros armados como caballería de choque. W'Kabi pierde la fe en T'Challa cuando no logra capturar a Klaue y apoya la causa de Erik Killmonger cuando usurpa el trono. Durante la batalla final, Okoye se enfrenta a W'Kabi cuando intenta pisotear a M'Baku sobre la espalda de un rinoceronte negro blindado y lo amenaza, diciendo que ella valora más a Wakanda que su amor. Sin querer dañar a Okoye, W'Kabi se rinde como el resto de la Tribu Fronteriza. Se desconoce su destino, o probablemente debido ante a su traición, fue arrestado o exiliado de Wakanda con algunos de su tribu.